# Fonte do Mato (Santa Cruz da Graciosa)
O lugar de Fonte do Mato é um povoado português que pertence ao concelho de Santa Cruz da Graciosa, ilha Graciosa, Açores, Portugal.